# La Rochette, Alpes-de-Haute-Provence

Larche este o comună în departamentul Alpes-de-Haute-Provence din sud-estul Franței. În 1 ianuarie 2022 avea o populație de 72 de locuitori.